# Suplika Daniela Więźnia

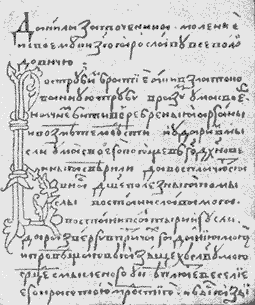
Rękopis dzieła

Suplika Daniela Więźnia lub Prośba Daniela Więźnia (oryg. Моление Даниила Заточника) – zabytek literatury staroruskiej, powstały najprawdopodobniej w XII lub XIII stuleciu w bliżej nieokreślonych okolicznościach. Autor i adresat tekstu pozostaje nieustalony. 
Suplika... utrzymana jest w konwencji prywatnego listu z prośbą o wsparcie, kierowanego przez znanego tylko z imienia Daniela nazywającego siebie więźniem do bliżej nieustalonego księcia ruskiego. Daniel przedstawia siebie jako człowieka, który popadł w niełaskę i został uwięziony z powodu czynnego przeciwdziałania samowoli bojarskiej, demaskowania szkodliwej działalności mnichów i krytyki obyczajów kobiet. W związku z brakiem wyraźnych dowodów na to, by Daniel był postacią historyczną (lub by był wzorowany na takiej postaci), istnieje hipoteza, że jest to narrator całkowicie wymyślony przez anonimowego twórcę, pragnącego w wygodnej dla siebie formie przedstawić własne obserwacje i postulaty społeczne. 
Ujęty w ramy listu dyskurs Daniela jest niejednolity wewnętrznie. Wielość poruszanych tematów i związanych z nimi spostrzeżeń (władza książęca, nadużycia popełniane przez mnichów, nieudane małżeństwo) zmienia list w zbiór oderwanych od siebie refleksji i obrazków obyczajowych, niekiedy stylizowanych na głos w dyskusji, przemowę publiczną i częściowo uporządkowanych wokół systematycznych zwrotów książę mój i panie!. Szczególnie dużo miejsca Daniel poświęca atakom werbalnym na sposób prowadzenia się mnichów, łamiących jego zdaniem składane śluby, oraz złośliwość kobiet. Głosi również apologię silnej centralnej władzy książęcej, podkreślając swoją nadzieję w uzyskanie od księcia pomocy. 
Dymitr Lichaczow jest zdania, że autor Supliki... nie pochodził z wyższych warstw społecznych. Mimo tego jego język jest bogaty i żywy, wskazuje ponadto na szerokie oczytanie autora tekstu. Narrator zna zarówno Pismo Święte, jak i literaturę bizantyjską i niektóre latopisy oraz popularny zbiór aforyzmów Pszczoła, które przytacza szczególnie chętnie. W zależności od poruszanej tematyki w danym ustępie posługuje się językiem potocznym, czasem wulgarnym i nawiązującym do stylistyki ludowego humoru, lub też podniosłym stylem naśladującym kroniki. 
Suplika... znana jest w dwóch redakcjach, opracowanych najprawdopodobniej przez tę samą osobę. Wprowadzają one pewne zmiany do treści i kolejności ustępów, zachowując ich stylistykę i leksykę. Zdaniem Tadeusza Kołakowskiego pierwsza redakcja (określana dla porządku jako Słowo Daniela Więźnia) powstała w okresie 1192–1199, zaś druga między 1213 i 1236. Dymitr Lichaczow twierdzi natomiast, że możliwe jest jedynie datowanie tekstu na XII lub XIII wiek.